# Help Me!!
Pour les articles homonymes, voir Help Me.
Singles de Morning Musume
Wakuteka Take a Chance
(2012) Brainstorming / Kimi Sae Ireba Nani mo Iranai
(2013)
 Help Me!!  (écrit : Help me!!) est le 52e single régulier du groupe  Morning Musume.

## Présentation
Le single, écrit et produit par Tsunku, sort le 23 janvier 2013 au Japon sur le label zetima, trois mois et demi après le précédent single du groupe, Wakuteka Take a Chance. Il atteint la 1re place du classement des ventes de l'oricon ; c'est le premier single du groupe à s'y classer n°1 depuis Shōganai Yume Oibito sorti quatre ans auparavant. C'est son premier disque avec la nouvelle membre de la "onzième génération" Sakura Oda, sélectionnée en septembre précédent.
Pour la première fois dans l'histoire du groupe, le single sort en deux éditions régulières différentes, notées "A" et "B", avec des pochettes différentes et une chanson différente en "face B" (une en duo par deux des membres dont Oda sur l'édition A, une par le groupe entier sur l'édition B). Comme le précédent, il sort également dans six éditions limitées, notées "A", "B", "C", "D", "E", et "F", avec des pochettes différentes : les trois premières contiennent un DVD différent en supplément, et la même "face B" que l'édition régulière B, tandis que les trois dernières, sans DVD, contiennent trois chansons différentes en "face B" interprétées par quelques membres seulement (une en duo sur l'édition D, une en trio sur l'édition E, et une en quatuor sur l'édition F). 
Le single ne sort pas cette fois en version "Single V" (DVD contenant le clip vidéo).
La chanson-titre ne figurera sur aucun album original du groupe, mais sera ré-enregistrée sans Reina Tanaka pour figurer sur l'album "best of" The Best! Updated qui sortira huit mois plus tard, après son départ.

## Formation
Membres du groupe créditées sur le single :
- 6e génération : Sayumi Michishige, Reina Tanaka
- 9e génération : Mizuki Fukumura, Erina Ikuta, Riho Sayashi, Kanon Suzuki
- 10e génération : Haruna Iikubo, Ayumi Ishida, Masaki Satō, Haruka Kudō
- 11e génération (début) : Sakura Oda

## Liste des titres
CD de l'édition régulière A
1. Help me!!
2. Suki dakara Zettaini Yurusanai (好きだから絶対に許さない?) (par Sayashi et Oda)
3. Help me!! (instrumental)

CD de l'édition régulière B
1. Help me!!
2. Happy Daisakusen (Ｈａｐｐｙ大作戦?)
3. Help me!! (instrumental)

CD des éditions limitées A, B, et C
1. Help me!!
2. Happy Daisakusen (Ｈａｐｐｙ大作戦?)
3. Help me!! (instrumental)

DVD de l'édition limitée A
1. Help me!! (clip vidéo)
2. Help me!! (Dance Shot Ver.)

DVD de l'édition limitée B
1. Help me!! (clip vidéo)
2. Help me!! (Close-up Ver.)

DVD de l'édition limitée C
1. Help me!! (clip vidéo)
2. Wakuteka Take a Chance (Oda Sakura Ver.) (ワクテカ Take a chance(小田さくら Ver.)?) (par Oda)
3. Help me!! (Making Eizô) (... メイキング映像?) (making of)

CD de l'édition limitée D
1. Help me!!
2. Aishû no Romantic (哀愁のロマンティック?) (par Michishige et Fukumura)
3. Help me!! (instrumental)

CD de l'édition limitée E
1. Help me!!
2. Watashi no Dekkai Hana (私のでっかい花?) (par Tanaka, Iikubo et Ishida)
3. Help me!! (instrumental)

CD de l'édition limitée F
1. Help me!!
2. Nani wa Tomo Are! (なには友あれ！?) (par Ikuta, Suzuki, Satô, et Kudô)
3. Help me!! (instrumental)

DVD Event V
1. Help me!! (Michishige Sayumi Solo Ver.)
2. Help me!! (Tanaka Reina Solo Ver.)
3. Help me!! (Fukumura Mizuki Solo Ver.)
4. Help me!! (Ikuta Erina Solo Ver.)
5. Help me!! (Sayashi Riho Solo Ver.)
6. Help me!! (Suzuki Kanon Solo Ver.)
7. Help me!! (Iikubo Haruna Solo Ver.)
8. Help me!! (Ishida Ayumi Solo Ver.)
9. Help me!! (Sato Masaki Solo Ver.)
10. Help me!! (Kudo Haruka Solo Ver.)
11. Help me!! (Oda Sakura Solo Ver.)